# مجموعة سونانغول

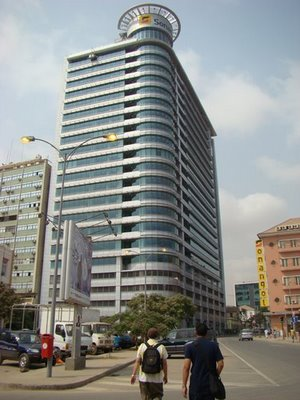
سونانجول في لواندا

مجموعة سونانغول (بالبرتغالية: Grupo Sonangol‏) هي شركة شبه حكومية تشرف على إنتاج النفط والغاز الطبيعي في أنغولا . تتكون المجموعة العديد من الشركات التابعة لها . الشركات التابعة لها عموما سونانغول إي بي كعميل رئيسي ، جنبا إلى جنب مع الشركات الأخرى والعملاء التجاريين والأفراد. تقدر أنغولا بأكثر من 5 بليون برميل (790,000,000 م3) من احتياطي النفط البحري والساحلي ، والاكتشافات الجديدة تفوق الاستهلاك بنسبة 5 إلى 1.

## الشركات التابعة
- ايسى (أنغولا) التدريب
- Kwanda الدعم اللوجستي والدعم اللوجستي ، Kwanda المجال
- MSTelcom الاتصالات
- Sodimo العقارات إدارة
- SonAir النفط والغاز صناعة النقل الجوي الخدمة
- سونانجول P&P التنقيب عن النفط
- Sonagas للتنقيب عن الغاز الطبيعي
- Sonadiets الشركات البنية التحتية
- Sonamer النفط والانتعاش ؛ الحفر العميق
- Sonamet البترول منصة التصنيع ؛ هيكل معدني تصنيع
- سونانجول Distribuidora المصب المنتجات النفطية بما في ذلك البنزين/البنزين
- سونانجول الشحن البحري نقل النفط الخام
- سونانجول الولايات المتحدة الأمريكية, تقع في هيوستن, تكساس
- Sonaship البحرية المنتجات البترولية النقل
- Sonasurf النفط البحرية الأعمال اللوجستية
- Sonatide النفط البحرية الأعمال اللوجستية
- Sonawest الزلزالية خدمة البيانات
- Sonils الدعم اللوجستي الدعم اللوجستي http://www.sonils.co.ao/
- سونانجول نجم البرازيل P&P التنقيب عن النفط

## التقنيات
تعد Sonangol USA و Sonangol London و Sonangol Asia المكاتب التجارية والعمليات الرئيسية للبضائع الخام والمنتجات التي يتم بيعها نيابة عن Sonangol EP Sonangol Starfish الموجودة في برازيل ، ريو دي جانيرو منذ 22 مارس 2010

## روابط خارجية
- سونانجول
- Sonangol الولايات المتحدة الأمريكية
- Sonangol لندن ، باللغتين الإنجليزية والبرتغالية
- سونانجول بولسكا